# Mariusz Zaruski

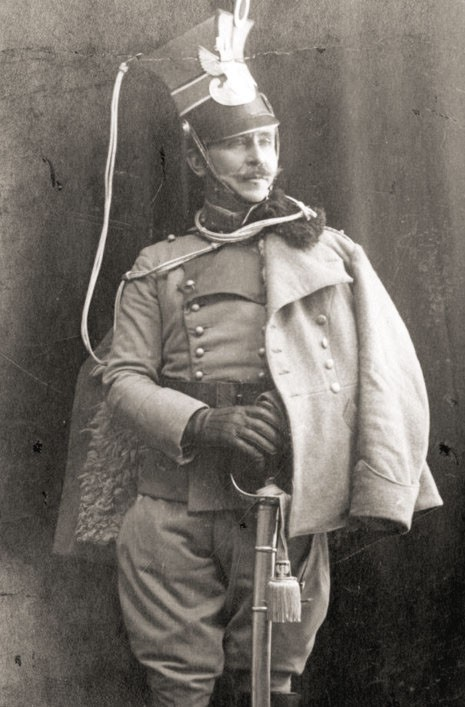
Mariusz Zaruski jako oficer kawalerii Legionów

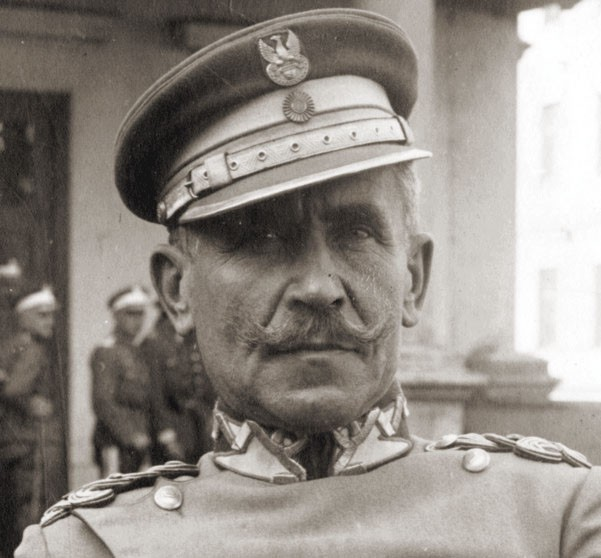
Mariusz Zaruski w 1920

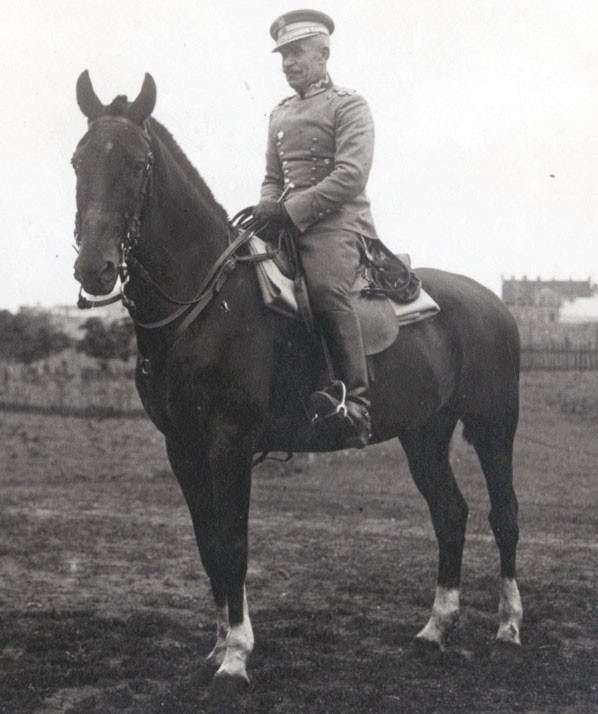
Mariusz Zaruski w 1920

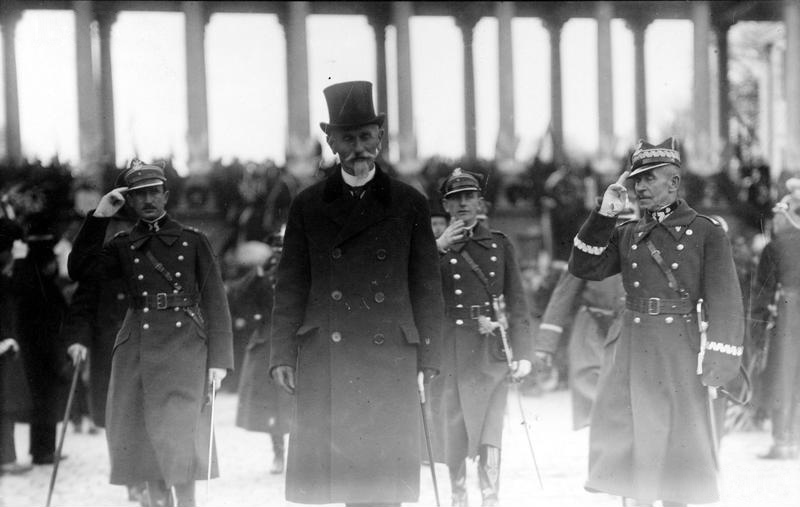
Generał Mariusz Zaruski (z prawej) wraz z prezydentem RP Stanisławem Wojciechowskim

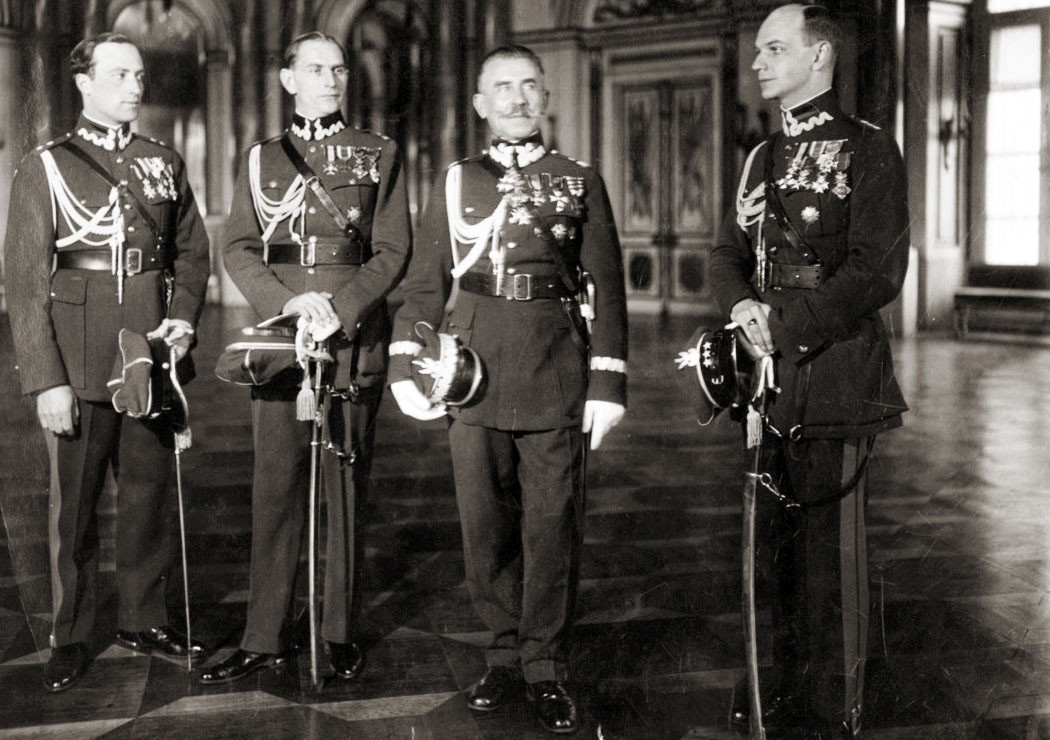
Adiutantura prezydenta RP Stanisława Wojciechowskiego: od lewej por. Tomasz Łaszkiewicz, mjr Andrzej Meyer, gen. Mariusz Zaruski i kpt. Janusz Horodecki

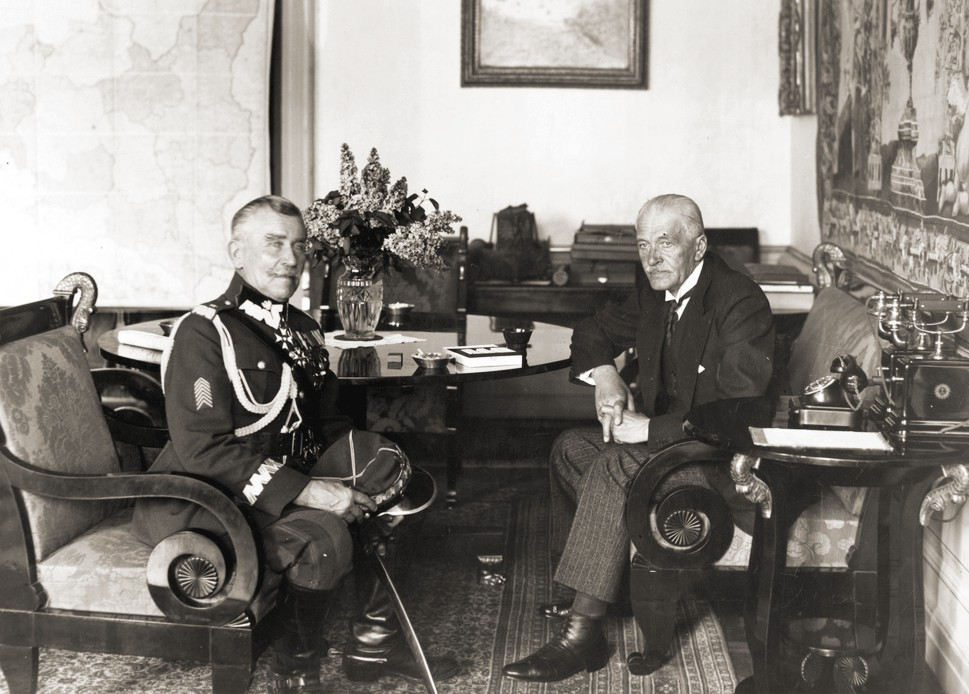
Mariusz Zaruski na audiencji u prezydenta Ignacego Mościckiego 20 maja 1931

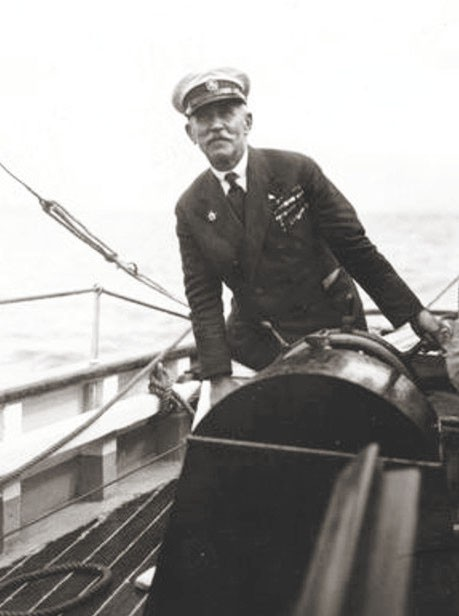
Mariusz Zaruski przy sterze „Zawiszy Czarnego”

Mariusz Zaruski (ur. 31 stycznia 1867 w Dumanowie, zm. 8 kwietnia 1941 w Chersoniu) – polski generał brygady Wojska Polskiego, taternik, pionier polskiego żeglarstwa i wychowania morskiego, kawaler Orderu Virtuti Militari.
Postać wszechstronna – fotograf, malarz, poeta i prozaik. Marynarz, żeglarz i podróżnik. Konspirator, zesłaniec, legionista, ułan, generał brygady i adiutant generalny prezydenta RP. Taternik, grotołaz, ratownik górski, instruktor i popularyzator narciarstwa i turystyki górskiej. Założyciel Tatrzańskiego Ochotniczego Pogotowia Ratunkowego. Instruktor harcerski ZHP i wychowawca młodzieży.
Przez całe życie poświęcał się intensywnej działalności państwowej i społecznej. Również przez całe życie intensywnie ćwiczył, zachowując wysportowaną sylwetkę do późnej starości.

## Życiorys

### Dzieciństwo i młodość
Urodził się 31 stycznia 1867 r. w Dumanowie k. Kamieńca Podolskiego na Podolu jako syn dzierżawcy majątku Seweryna i Eufrozyny z domu Iwanieckiej. Miał dwóch braci Stanisława i Bolesława. Początkowo wraz z braćmi pobierał naukę w domu, następnie rozpoczął edukację w prywatnej szkole powszechnej w Mohylowie Podolskim. Dzięki wychowaniu wyniesionemu z domu oparł się rusyfikacji. Edukację kontynuował w gimnazjum rosyjskim w Kamieńcu Podolskim, gdzie trafił pod opiekę stryja, z którym brał udział w działalności konspiracyjnej. W 1885 roku, po zdaniu matury wyjechał na studia matematyczno-fizyczne do Uniwersytetu w Odessie. W czasie studiów zetknął się po raz pierwszy z morzem. Codziennie obserwował morze i utrwalał je na płótnie. Udane próby malarskie zachęciły go do wstąpienia do Szkoły Sztuk Pięknych. W czasie wakacji jako wolontariusz zaciągał się na różne statki i odbywał egzotyczne podróże na Daleki Wschód, Syberię, do Chin, Japonii, Indii, Egiptu i Syrii.

### Działalność niepodległościowa
Za działalność patriotyczną został zesłany w 1894 roku do Archangielska, gdzie ukończył Szkołę Morską z tytułem Szturmana Żeglugi Wielkiej. Pod słowem honoru dostał pozwolenie na odbywanie podróży. W pierwszym rejsie na żaglowcu „Derżawa” popłynął przez Ocean Arktyczny do Norwegii z ładunkiem drewna i futer. Później pływał po morzach arktycznych jako kapitan na statku „Nadieżda”. Był członkiem Ligi Polskiej.
Po odbyciu kary zsyłki powrócił na dwa lata do Odessy, gdzie ożenił się z Izabelą Kietlińską. Następnie pojechał do Krakowa (1901–1906), gdzie ukończył malarstwo na Akademii Sztuk Pięknych. Z powodu złego stanu zdrowia żony przeniósł się (1907) do Zakopanego. Tam natychmiast zajął się turystyką górską i taternictwem. Wytyczał szlaki turystyczne w Tatrach, szkolił przewodników i działał w TOPR – był inicjatorem powstania tej organizacji w 1909 roku (zwanej wówczas Ochotniczym Pogotowiem Ratunkowym), autorem ślubowania ratowników, regulaminu Pogotowia i jej pierwszym naczelnikiem. Był jednym z propagatorów taternictwa zimowego: w 1911 roku wraz z Januszem Żuławskim i grupą innych taterników dokonał pierwszego wejścia zimowego na Rohacz Ostry i Rohacz Płaczliwy w Tatrach Zachodnich, a także w tym samym roku wraz z Tadeuszem Korniłowiczem dokonał drugiego wejścia zimowego na Opalony Wierch. Zajmował się także taternictwem jaskiniowym – w roku 1913 obaj wraz z Józefem Oppenheimem odkryli górne piętro Jaskini Kasprowa Niżnia w Dolinie Kasprowej w Tatrach Zachodnich i nazwali zamulony syfon Gniazdem Złotej Kaczki. Wraz z Mariuszem Zaruskim eksplorował także Jan Schuch. Późniejszy generał był już wtedy znanym działaczem i publicystą, który doprowadził do tego, że zimowe Zakopane pod względem liczby turystów dorównywało letniemu. Zaruski był jednym z pierwszych popularyzatorów narciarstwa w polskich górach: organizował kursy narciarskie, w tym – doceniając walory nart w poruszaniu się po śniegu – również dla członków TOPR. Sam już w 1907 roku zjechał na nartach z Koziego Wierchu, a w 1911 z Kościelca. W 1911 został przewodniczącym zarządu Sekcji Narciarskiej Towarzystwa Tatrzańskiego. W latach 1912–1914 należał do Związku Strzeleckiego.
W Zakopanem zastała go I wojna światowa. Wstąpił do Legionów, pociągając swoim przykładem wiele osób, w tym górali z TOPR, którzy przyzwyczaili się widzieć w nim swojego przewodnika. Od 1914 roku służył w 1 Pułku Ułanów. Od lipca 1917 roku pełnił obowiązki dowódcy tego oddziału.

### Służba w Wojsku Polskim
Od 19 lutego 1919 roku do października 1921 roku był dowódcą 11 Pułku Ułanów. Walczył na jego czele w wojnie polsko-bolszewickiej 1920 roku. Odznaczony Orderem Virtuti Militari V klasy (podczas walk o Wilno wsławił się brawurowo dokonanym atakiem na dworzec kolejowy) oraz kilkakrotnie Krzyżem Walecznych. W 1922 roku objął dowództwo 23 pułku Ułanów Grodzieńskich.
1 marca 1923 roku został zatwierdzony na stanowisku adiutanta generalnego prezydenta RP Stanisława Wojciechowskiego. 1 grudnia 1924 roku został awansowany na generała brygady ze starszeństwem z dniem 15 sierpnia 1924 roku i 35. lokatą w korpusie generałów. Z dniem 30 kwietnia 1926 roku został przeniesiony w stan spoczynku.

### Dalsza działalność
Na emeryturze poświęcił się całkowicie działalności propagandowej i organizacyjnej na rzecz zrozumienia przez Polaków wartości morza w aspekcie gospodarczym i moralno-politycznym. Propagował sport żeglarski i modę wśród elit gospodarczych i politycznych na jachting morski. Dążył do realizowania praktycznego morskiego wychowania młodego pokolenia. Wraz z Antonim Aleksandrowiczem zorganizował Yacht Klub Polski i wpłynął na zaopatrzenie go w pierwszy w kraju pełnomorski jacht, nazwany „Witeź”. Był też pierwszym komandorem YKP. Z jego też inicjatywy powstała Liga Morska i Rzeczna (później Liga Morska i Kolonialna).
Był faktycznym twórcą Komitetu Floty Narodowej (będącego do tej pory tylko niezrealizowaną, zapomnianą uchwałą sejmową), z którego składek kupiono m.in. żaglowiec „Dar Pomorza”. Był projektodawcą Inspektoratu Wychowania Morskiego Młodzieży. Zorganizował Morską Komisję Terminologiczną z udziałem przedstawicieli Akademii Umiejętności, Marynarki i uniwersytetów, która opracowała i wydała drukiem sześć zeszytów Słownika Morskiego polsko-angielsko-francusko-niemiecko-rosyjskiego.
W przedwojennej Polsce jednym z najaktywniejszych nurtów żeglarskich było harcerstwo. W 1929 roku Zaruski po raz pierwszy spotkał na kursie żeglarskim w Jastarni, na którym był głównym wykładowcą, grupę harcerzy. Odtąd jego losy bardzo silnie związały się z harcerstwem. Zaruski znany był z powiedzenia, że „w twardym trudzie żeglarskim hartują się charaktery”. Realizując tę myśl, objął w 1935 funkcję kapitana na szkunerze, który pierwotnie nazwano „Harcerz”, a który na życzenie generała przemianowano na „Zawisza Czarny”. W tym czasie Zaruski zwyciężył w wyborach na prezesa Polskiego Związku Żeglarskiego, co stało się znaczącą cezurą w rozwoju polskiego żeglarstwa – zintegrowany został wielonurtowy ruch żeglarstwa harcerskiego, akademickiego i klubowego, z ukierunkowaniem na żeglarstwo masowe, a szczególnie – na żeglarstwo morskie.

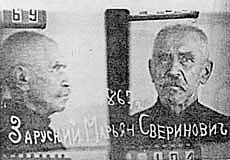
Ostatnie zdjęcie gen. Mariusza Zaruskiego po aresztowaniu przez NKWD

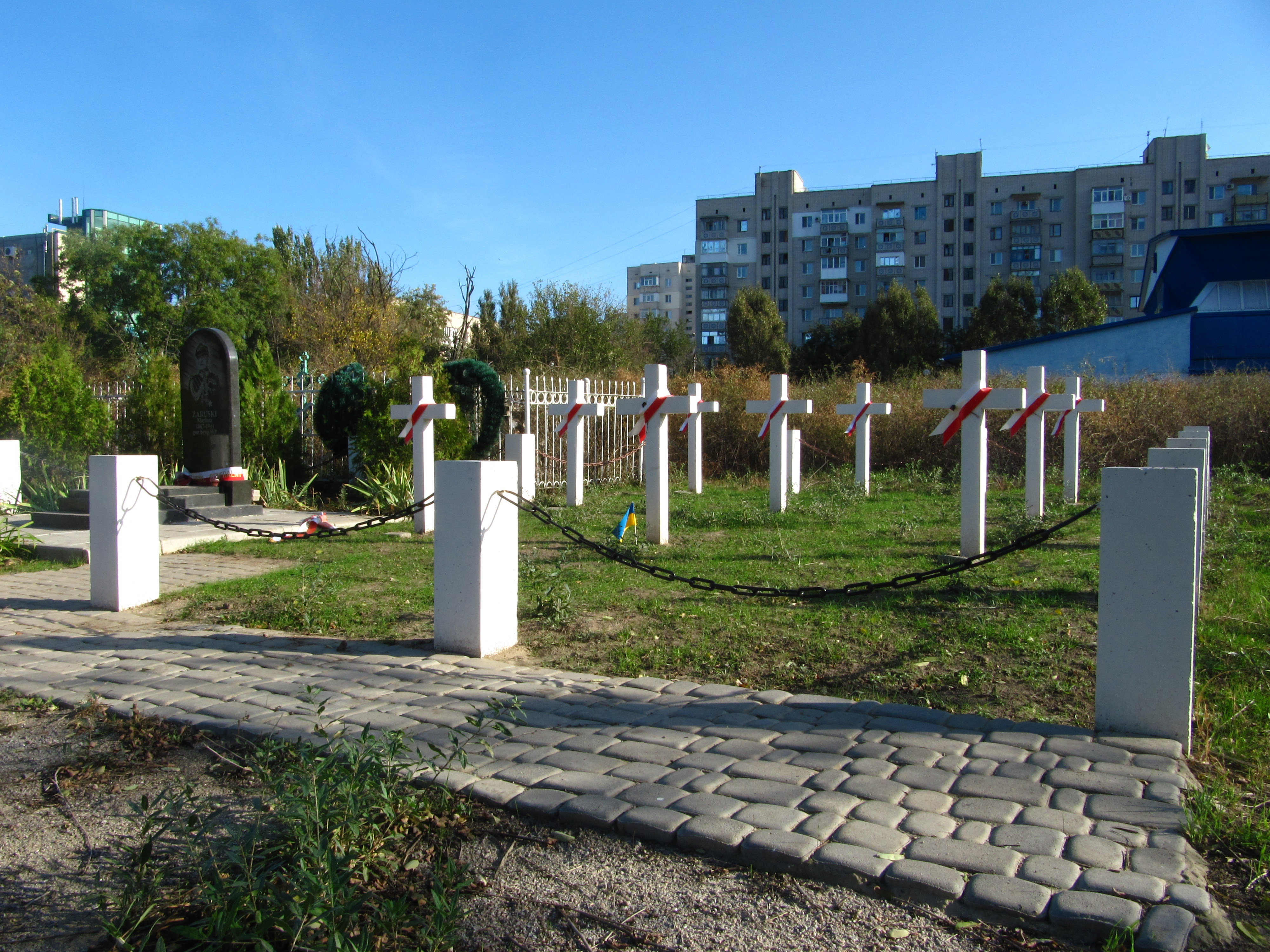
Grób Mariusza Zaruskiego w Chersoniu

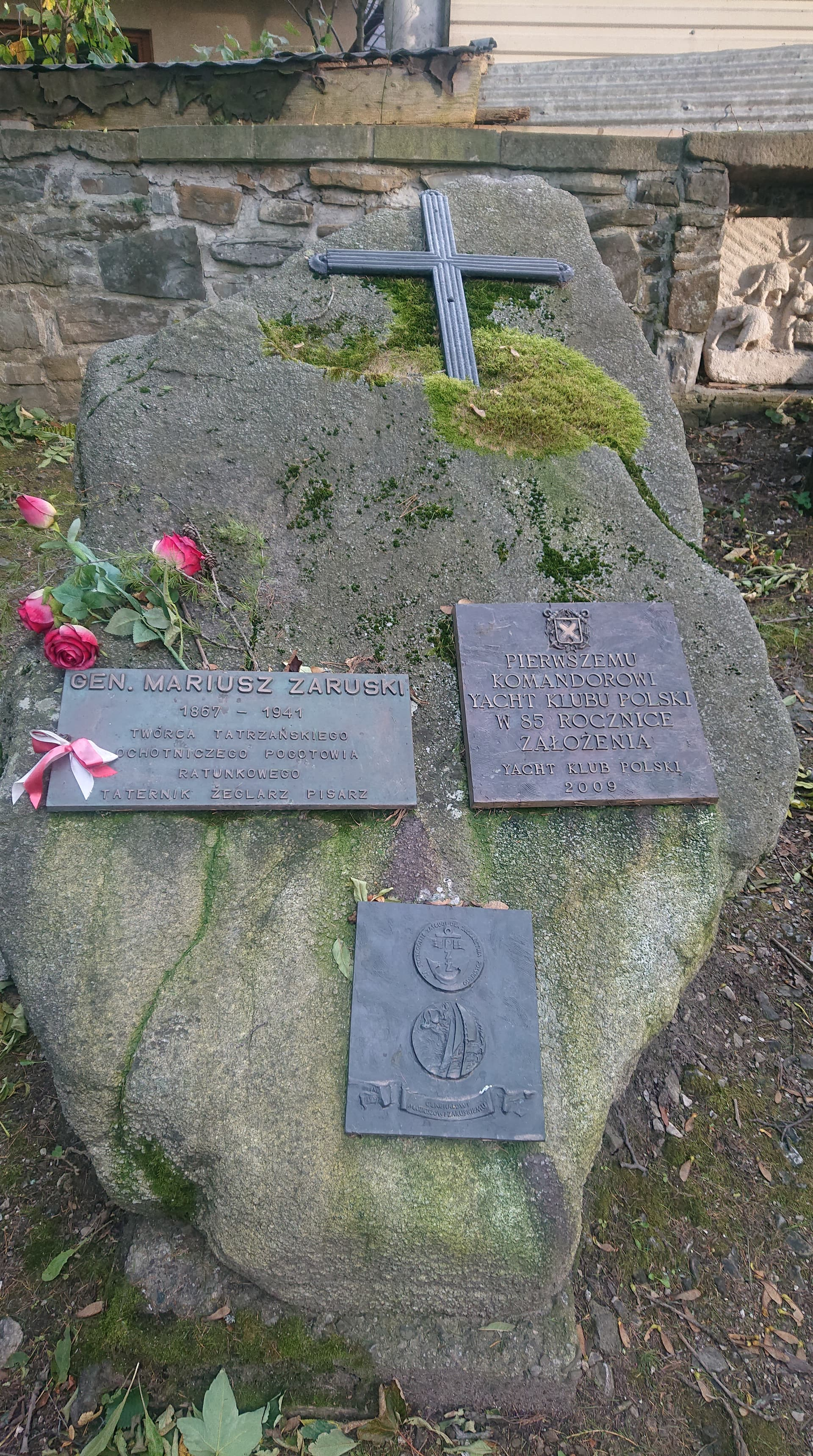
Symboliczny grób gen. Mariusza Zaruskiego na Pęksowym Brzyzku w Zakopanem

Zaruski bardzo szybko zyskał duże uznanie w kręgach żeglarskich. Na jachcie „Zawisza” był już otaczany tak wielkim szacunkiem, że pomimo jego nalegań, aby tytułować go kapitanem, młodzież powszechnie zwracała się do niego „panie generale”. W latach trzydziestych generał z sumiastym wąsem był czołową postacią w polskim żeglarstwie, zaczynem wielu inicjatyw i niekwestionowanym autorytetem.
Ostatni rejs na „Zawiszy Czarnym” Zaruski kończył w 1939 roku. Generał świadomie zwlekał z wyruszeniem w przygotowany na sierpień 1939 kolejny rejs. Wierny swym zasadom, postanowił nie opuszczać ojczyzny w potrzebie, choć mógł uratować i siebie, i załogę, i statek.
Od września 1939 roku 74-letni wówczas generał ukrywał się we Lwowie, używając fałszywych dokumentów na nazwisko Sidorowicz. Został aresztowany przez lwowskie NKWD w 1940 roku na skutek donosu jednego z oficerów polskich, który przez jakiś czas ukrywał się wspólnie z Zaruskim, a który postanowił ujawnić się przed sowieckimi władzami bezpieczeństwa. Zaruskiego oskarżono o to, że „był generałem byłej polskiej armii i od września 1939 roku do dnia aresztowania posługiwał się fałszywymi dokumentami, pragnąc ukryć swą poprzednią działalność”. Jako „element społecznie niebezpieczny” został skazany na pięć lat zesłania do Kraju Krasnojarskiego. Ze względu na wiek i chorobę serca został jednak, prawdopodobnie w październiku 1940 roku, przetransportowany do szpitala więziennego w Chersoniu. Jak podano w odnalezionym akcie zgonu, generał zmarł 8 kwietnia 1941 roku o godz. 21.55 z powodu ostrej niewydolności serca. Podaje się też, że zapadł na cholerę i zmarł w chersońskim więzieniu NKWD (według jednej z relacji w marcu 1941).
Generał Zaruski został zrehabilitowany przez radzieckie władze 21 czerwca 1989 roku. Andrzej Bagdziun, radca ambasady RP w Kijowie w 1993 roku podał, że na cmentarzu miejskim w Chersoniu udało się ustalić kwartał, w którym chowano tylko zmarłych w szpitalu i w którym z prawdopodobieństwem 99 procent spoczywa generał.
W roku 1997 Mariusza Zaruskiego odznaczono pośmiertnie Krzyżem Wielkim Orderu Odrodzenia Polski. W tym samym roku – 11 listopada – z inicjatywy Witolda Bublewskiego i noszącej imię gen. Zaruskiego Małopolskiej Chorągwi Żeglarskiej ZHP sprowadzono do Polski i złożono na Starym Cmentarzu w Zakopanem (kwatera P-III-27) urnę z ziemią, pobraną z 10 miejsc z cmentarza w Chersoniu (dokładne miejsce pochówku nie jest znane). W kwietniu 2001 roku, w 60. rocznicę śmierci generała, Witold Bublewski zorganizował symboliczny morski pogrzeb. Ziemia z prochami Mariusza Zaruskiego została wysypana z pokładu STS Generał Zaruski do wody w Zatoce Gdańskiej, na podejściu do Gdyni – macierzystego portu „Zawiszy Czarnego”.

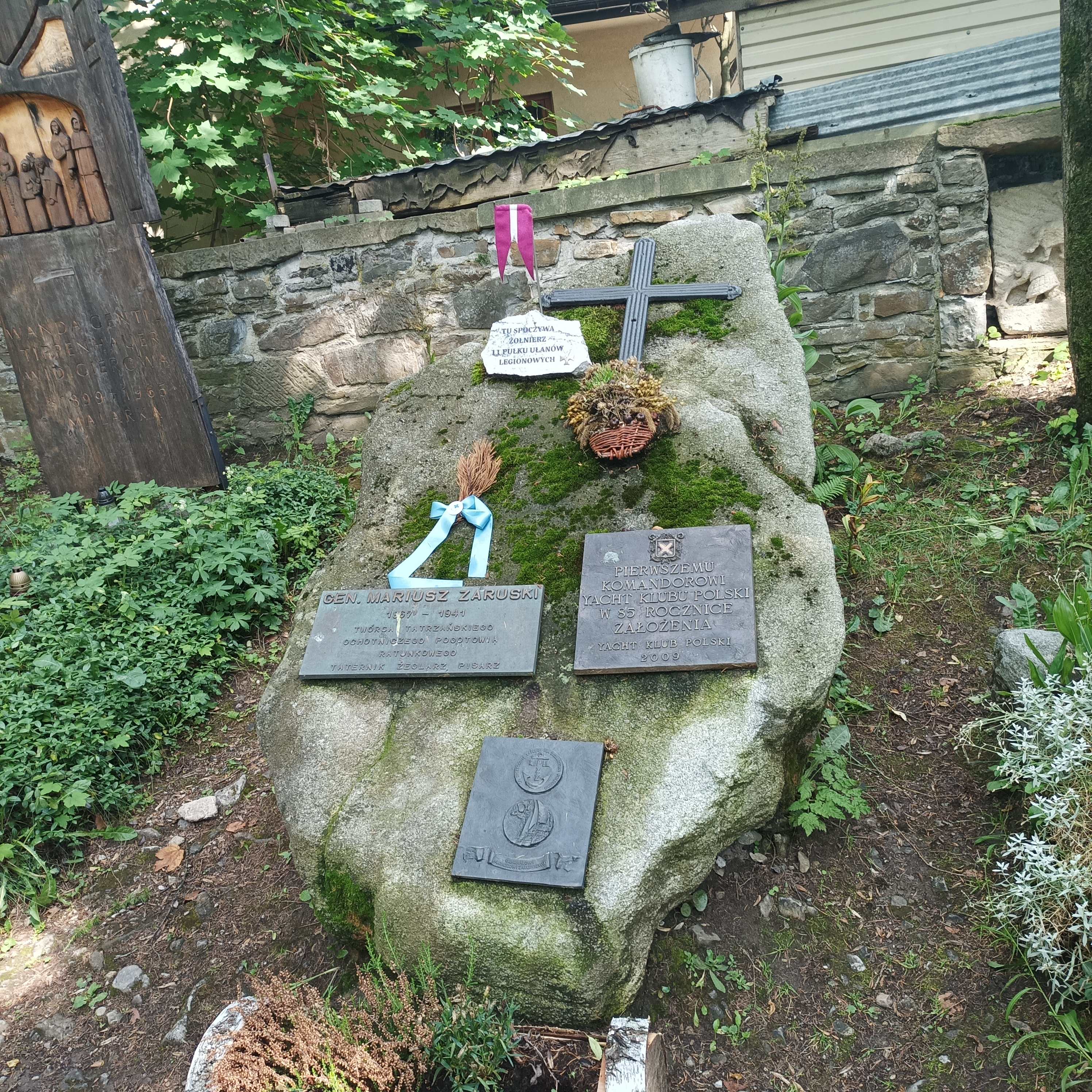
Grób gen. Mariusza Zaruskiego na Cmentarzu Zasłużonych na Pęksowym Brzyzku

## Rodzina
Seweryn – ojciec, Eufrozyna Iwanicka – matka, Stanisław – starszy brat, Bolesław – młodszy brat. Żona – Izabela Kietlińska (siostra Kazimierza Kietlińskiego), w czasie pobytu małżeństwa w Zakopanem prowadziła pensjonat.

## Spuścizna
Zaruski napisał szereg wierszy i opowiadań taternickich, zebranych w tomie Na bezdrożach tatrzańskich (1923), a także opowiadania żeglarskie, np. Wśród wichrów i fal (1935), tłumaczył poezje. Wygłosił wiele odczytów, przeprowadzał pogadanki i publikował rozliczne artykuły. Napisał kilka podręczników żeglarskich oraz pierwszy w dziejach Polski (1904) podręcznik żeglugi morskiej. Był również wielkim miłośnikiem koni, którym poświęcił kilkadziesiąt wierszy.
- Z Nadsona. Wybór poezij (przekład), Archangielsk 1897.
- Współczesna żegluga morska. Doki, budowa okrętów żaglowych i parowych, przybory żeglarskie, Warszawa 1904.
- Podręcznik narciarstwa według zasad alpejskiej szkoły jazdy na nartach (współautor Henryk Borkowski), Kraków 1908.
- O zachowaniu się na wycieczkach zimowych w Tatry, nakładem Sekcji narciarskiej Towarzystwa Tatrzańskiego, Zakopane 1912.
- Zarys rozwoju narciarstwa i zimowej turystyki polskiej w Tatrach, nakładem Towarzystwa Tatrzańskiego, Kraków 1913.
- Orlą Percią w zimie, nakładem Towarzystwa Tatrzańskiego, Kraków 1913.
- Przewodnik po terenach narciarskich Zakopanego i Tatr Polskich, nakładem Sekcji Narciarskiej Towarzystwa Tatrzańskiego, Zakopane 1913. Wkładką do przewodnika była mapka w skali 1 : 75 000 pt. „Tereny narciarskie Tatr Polskich” - pierwsza w historii, przedstawiająca również tereny zagrożone lawinami śniegowymi[19].
- Nauka jazdy konnej, Księgarnia Wojskowa, Warszawa 1919.
- Współczesna żegluga morska oraz słownik żeglarski, Wyd. M. Arcta, Warszawa 1920.
- Tatrzańskie Ochotnicze Pogotowie Ratunkowe Wyd. M. Arcta, Warszawa 1922.
- Na bezdrożach tatrzańskich, Wyd. M. Arcta, Warszawa 1923.
- Sonety morskie, Wydanie 2, Wyd. M. Arcta, Warszawa 1925.
- Żaglowym yachtem przez Bałtyk, nakładem Yacht Klub Polski, Warszawa 1927.
- Na morzach dalekich, Wyd. M. Arcta, Warszawa 1925.
- Na pokładzie „Witezia”, Wyd. Yacht Klub Polski, Warszawa 1927.
- Na jachcie „Witeź”, nakładem Instytutu Wyd. Ligi Morskiej i Rzecznej, Warszawa 1928.
- Na pokładzie „Iskry”, Wojskowy Instytut Naukowo-Wydawniczy, Warszawa 1929.
- Moja czwarta podróż na „Witeziu”, Wojskowy Instytut Naukowo-Wydawniczy, Warszawa 1930.
- Nawigacja. Krótki podręcznik do użytku na jachtach morskich, Wojskowy Instytut Naukowo-Wydawniczy, Warszawa 1932.
- Prawa i obowiązki kapitanów i sterników jachtowych. Regulamin służby na jachtach. Alarmy, Główna Księgarnia Wojskowa, Warszawa 1933.
- Zasadnicze komendy i rozkazy przy manewrowaniu na statkach żaglowych, Główna Księgarnia Wojskowa, Warszawa 1933.
- Żaglowym jachtem przez Bałtyk, Wyd. Książnica-Atlas, Lwów, Warszawa 1933.
- Na skrzydłach jachtów, Wyd. Książnica-Atlas, Lwów, Warszawa 1933.
- Tymczasowy regulamin służby na szkuner-jachcie szkolnym Z.H.P. „Zawisza Czarny”, Główna Księgarnia Wojskowa, Warszawa 1935.
- Wśród wichrów i fal, Główna Księgarnia Wojskowa, Warszawa 1935.
- Słownik morski polsko-angielsko-francusko-niemiecko-rosyjski. Z. 6, Praktyka morska (red. M. Zaruski), Wojskowy Instytut Naukowo-Oświatowy, Warszawa 1936.
- Z harcerzami na „Zawiszy Czarnym”, Wyd. Książnica-Atlas, Lwów, Warszawa 1937.
- Mały kod do użytku jachtów i mniejszych statków. Według międzynarodowej księgi sygnałów. Główna Księgarnia Wojskowa, Warszawa 1938.
- Sonety morskie, Wyd. Morskie, Gdańsk 1977.
- Na bezdrożach tatrzańskich: wycieczki, wrażenia i opisy, Wyd. LTW, Łomianki 2007.

## Ordery i odznaczenia
- Krzyż Srebrny Orderu Virtuti Militari nr 164 (1922)[20][21]
- Krzyż Wielki Orderu Odrodzenia Polski (pośmiertnie, 7 listopada 1997)[22]
- Krzyż Komandorski Orderu Odrodzenia Polski (7 listopada 1925)[23][20][24]
- Krzyż Niepodległości (12 maja 1931)[25]
- Krzyż Oficerski Orderu Odrodzenia Polski (2 maja 1923)[20][26][27][28]
- Krzyż Walecznych (pięciokrotnie, po raz pierwszy 1921)[20][29]
- Złoty Krzyż Zasługi (trzykrotnie: 5 lipca 1925[30], 15 listopada 1938[31], 19 lipca 1939[32])
- Medal Pamiątkowy za Wojnę 1918–1921 (1928)[20]
- Medal Dziesięciolecia Odzyskanej Niepodległości (1928)[20]
- Odznaka „Za wierną służbę”[33]
- Odznaka pamiątkowa 23 Pułku Ułanów Grodzieńskich[34]
- Wielki Oficer Orderu Świętego Sawy (Jugosławia, 1927)[20][35]
- Krzyż Komandorski Orderu Legii Honorowej (Francja, 1925)[36]
- Krzyż Komandorski Orderu Lwa Białego (Czechosłowacja, 1926)[20][37]
- Krzyż Komandorski Orderu Gwiazdy Rumunii (Rumunia)[20]
- Krzyż Komandorski Orderu Oranje-Nassau (Holandia)[20]
- Krzyż Komandorski Orderu Miecza (Szwecja, 1923)[20][38]
- Krzyż Komandorski Orderu Świętego Sylwestra (Stolica Apostolska)[20]

## Upamiętnienie
Miejsca

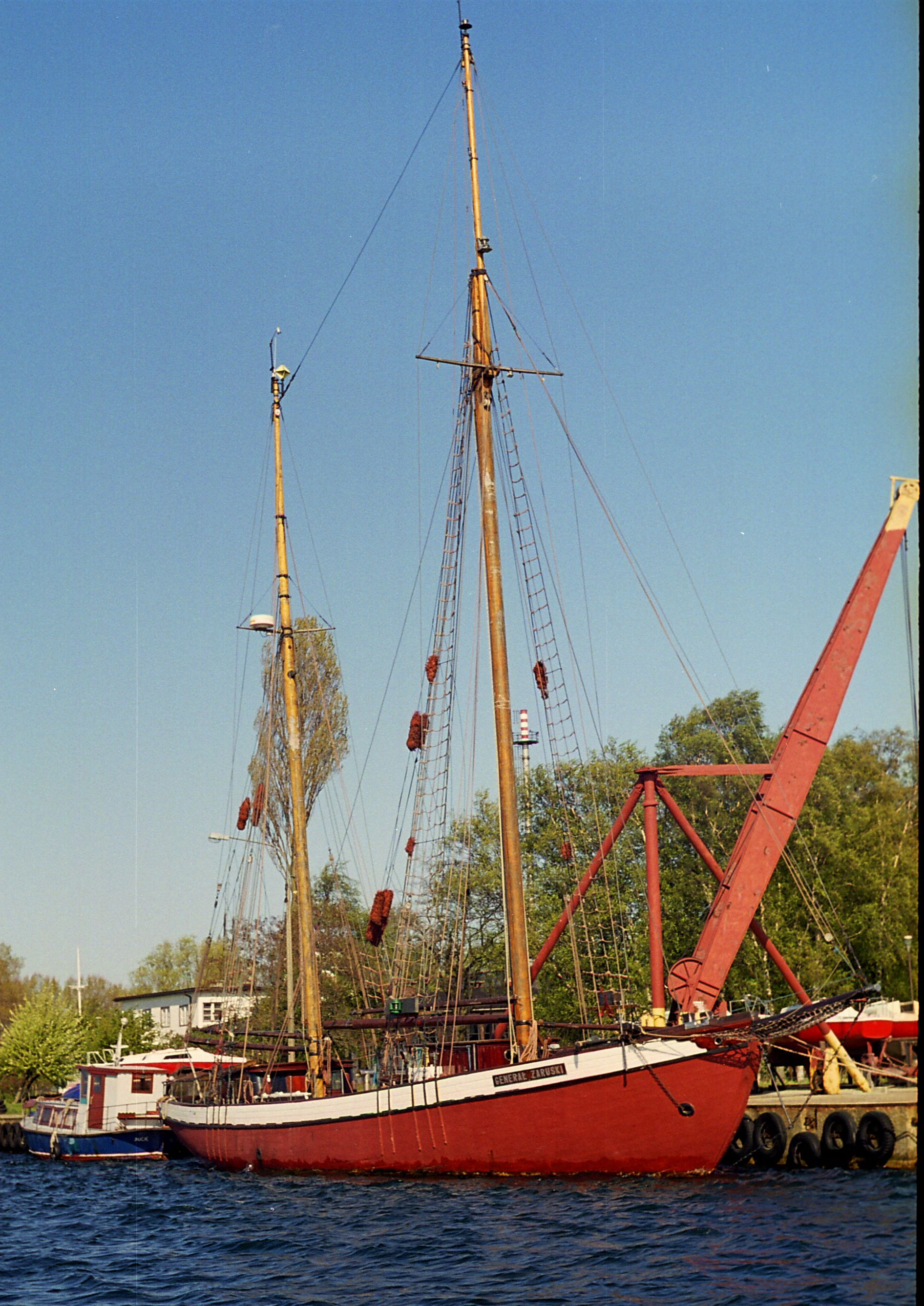
STS Generał Zaruski w porcie w Jastarni

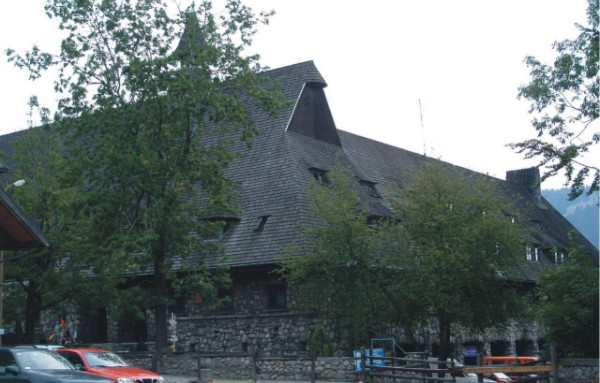
Dom Turysty PTTK im. Mariusza Zaruskiego w Zakopanem

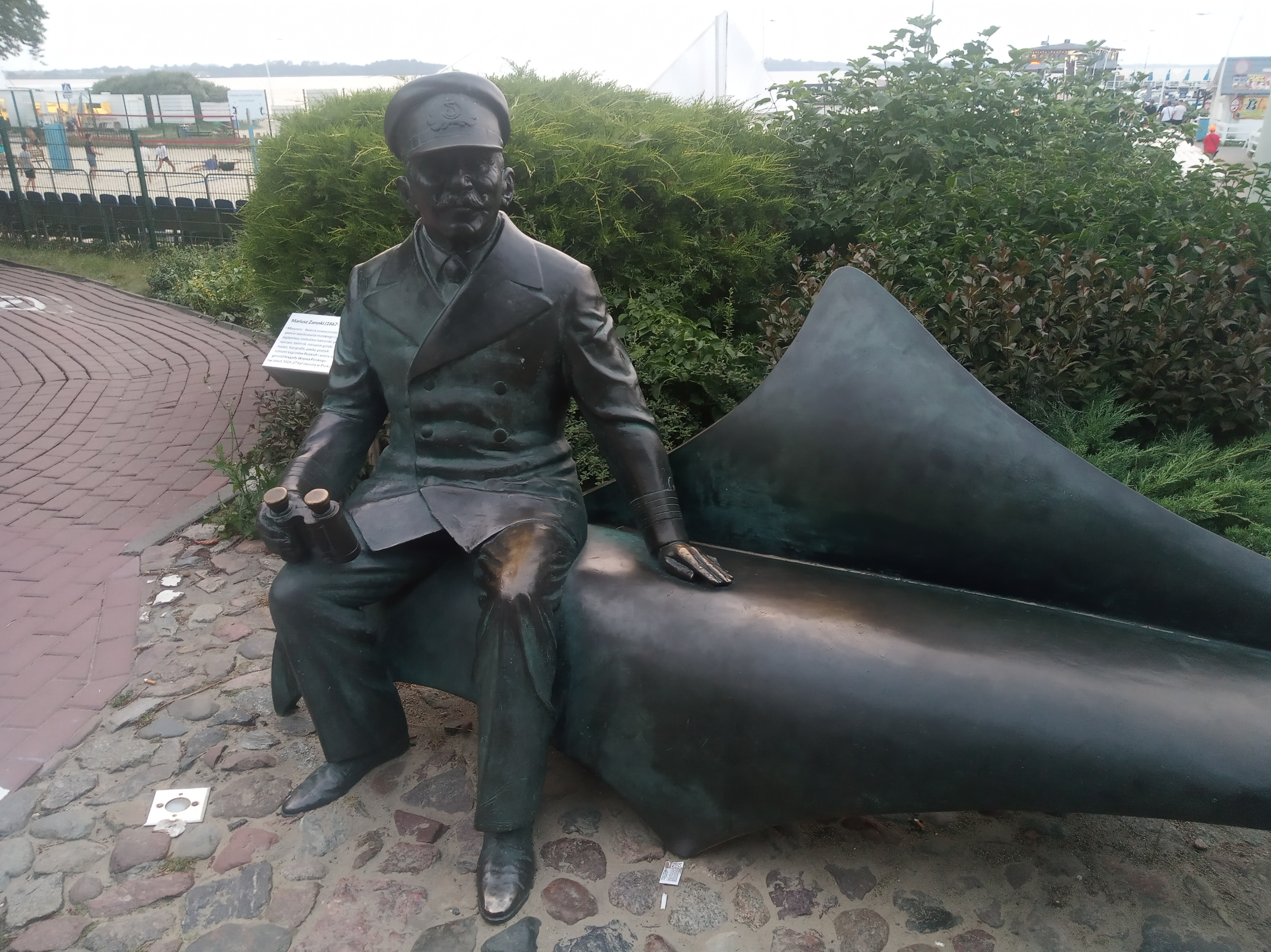
Pomnik „Ławeczka Mariusza Zaruskiego” w Pucku

- Bielsko-Biała – Szkoła Podstawowa nr 37 im. Gen. Mariusza Zaruskiego, ulica Mariusza Zaruskiego.
- Bydgoszcz – w dzielnicy Fordon, na Osiedlu Tatrzańskim znajduje się ul. gen. Mariusza Zaruskiego.
- Chęciny – w dawnym kamieniołomie w górze Stokówka koło Chęcin (okolice Kielc) znajduje się tablica poświęcona jego pamięci. Powstała w 60. rocznicę śmierci z inicjatywy PTTK Kielce. Znajduje się na niej cytat: „Prowadziłem Polaków w góry i na morze, ażeby stali się twardzi jak granit, a dusze mieli czyste i głębokie…” (M. Zaruski)[39].
- Gdańsk – Zespół Szkół Kształcenia Podstawowego i Gimnazjalnego nr 20 i Szkoła Podstawowa nr 1 im. gen. Mariusza Zaruskiego.
- Gdynia – Basen Jachtowy im. Zaruskiego, tamże jego pomnik[40]; Szkoła Podstawowa nr 12[41] oraz ulica gen. Mariusza Zaruskiego[42].
- Katowice-Szopienice-Burowiec – od 1957 roku działa 10 Harcerska Drużyna Żeglarska im. gen. Mariusza Zaruskiego.
- Katowice – Od 2015 jest patronem ulicy w Katowicach, w dzielnicy Ligota[43].
- Kolbudy – Zespół Szkół Kształcenia Podstawowego i Gimnazjalnego pod patronatem Mariusza Zaruskiego[44].
- Kraków – 307 Krakowska Drużyna Harcerska „Azymut” im. gen. Mariusza Zaruskiego; 46 Krakowska Drużyna Wędrowników im. gen. Mariusza Zaruskiego[45][46][47]; ulica w Swoszowicach[48].
- Lublin – 4 Szczep Harcerski „n.p.m.” im. gen. Mariusza Zaruskiego.
- Łomża – 91 Łomżyńska Drużyna Wędrownicza „Fuego” im. gen. Mariusza Zaruskiego.
- Łódź – Park im. Zaruskiego (na Stokach) z obeliskiem generała z napisem: W hołdzie Generałowi Mariuszowi Zaruskiemu ludzie morza i Tatr. Łódź, 1998 r.
- Łódź – Szkoła Podstawowa nr 141 im. gen. Mariusza Zaruskiego.
- Łódź – Szczep Harcerski Żywioły im. gen. Mariusza Zaruskiego[49].
- Mrągowo – od 1978 roku istnieje Szkoła Mistrzostwa Sportowego w Żeglarstwie im. Generała Mariusza Zaruskiego.Obelisk ku czci Mariusza Zaruskiego w parku jego imienia w Łodzi

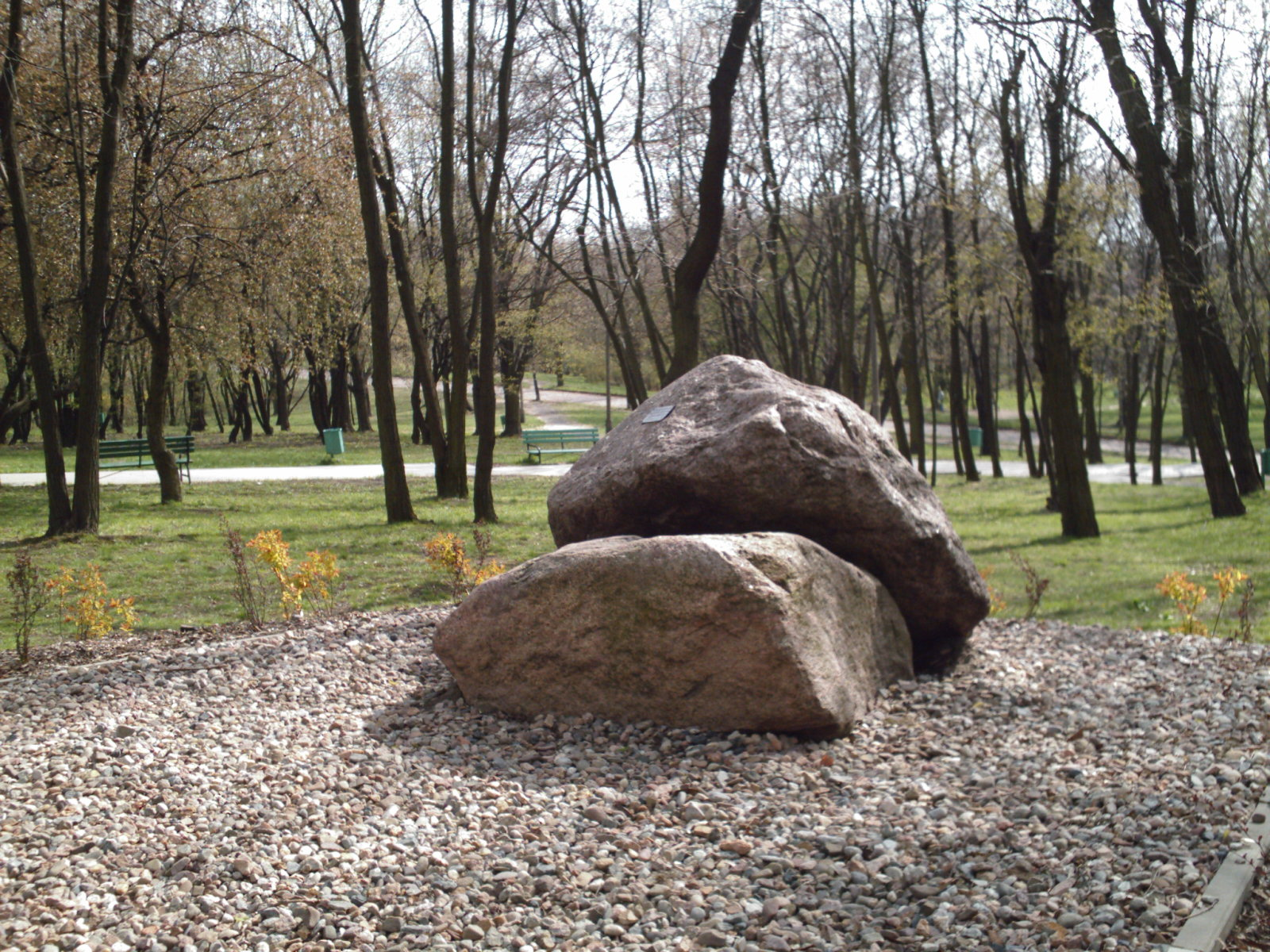
Obelisk ku czci Mariusza Zaruskiego w parku jego imienia w Łodzi

- Poznań – znajduje się gimnazjum nr 44 imienia Mariusza Zaruskiego.
- Puck – Szkoła Podstawowa im. Mariusza Zaruskiego[50] oraz „Ławeczka Mariusza Zaruskiego”[51].
- Sosnowiec – oddział Polskiego Towarzystwa Tatrzańskiego im. gen. Mariusza Zaruskiego.
- Stargard – Młodzieżowy Dom Kultury im. gen. Mariusza Zaruskiego.
- Tarnobrzeg – Bulwar Generała Mariusza Zaruskiego nad Jeziorem Tarnobrzeskim
- Tatry – Rysa Zaruskiego.
- Warszawa – Szkoła Podstawowa nr 53 im. gen. Mariusza Zaruskiego oraz Szkoła Podstawowa nr 231 im. gen. Mariusza Zaruskiego.
- Warszawa – w dzielnicy Śródmieście, znajduje się ul. gen. Mariusza Zaruskiego.
- Warszawa – tablica pamiątkowa odsłonięta w latach 60. XX wieku na budynku przy ul. Krasińskiego 5, w którym mieszkał Mariusz Zaruski[52].
- Warszawa – 338 Warszawska Drużyna Harcerska „Gryf” im. gen. Mariusza Zaruskiego[53].
- Warszawa – 79 Warszawska Żeglarska Drużyna Harcerska im. gen. Mariusza Zaruskiego.
- Węgorzewo – Liceum Ogólnokształcące im. Mariusza Zaruskiego.
- Wrocław – Szkoła Podstawowa nr 3 im. Mariusza Zaruskiego.
- Zakopane – Szkoła Podstawowa im. gen. Mariusza Zaruskiego.
- Zawiercie – 69 Harcerska Drużyna Turystyczna im. gen. Mariusza Zaruskiego.
- Ustka – Szkoła Podstawowa nr 3 im. Mariusza Zaruskiego.

Inne
- Imię „Generał Zaruski” nosi drewniany kecz gaflowy zbudowany w 1939 w Szwecji na planach szwedzkiego jachtu szkolnego „Kaparen”. Jest to jedyny zrealizowany jacht z zamówienia dziesięciu jednostek tuż przed wojną w Szwecji przez Ligę Morską i Kolonialną z przeznaczeniem na masowe morskie wychowanie młodzieży. Inicjatorem zamówienia był Zaruski. Żaglowiec dotarł do Polski dopiero w styczniu 1946. W czasie wojny służył przejściowo organizacji Svenska Segler Skolan i szwedzkiej marynarce wojennej. Obecnie stanowi własność Gdańska, w imieniu którego armatorem jest tamtejszy MOSiR.
- 12 stycznia 2007 roku Sejm Rzeczypospolitej Polskiej podjął uchwałę, w której stwierdził, że gen. Mariusz Zaruski dobrze zasłużył się Polsce[54].
- Jego wizerunek znajduje się na awersie złotej monety kolekcjonerskiej wyemitowanej przez Narodowy Bank Polski w 2009 r. z okazji setnej rocznicy utworzenia TOPR[55].
- gen. Mariusz Zaruski jest patronem Drużyny Męskiej „Formoza” – drużyny starszo-harcerskiej z Błękitnej Czternastki należącej do ZHP Hufca Poznań Śródmieście "Siódemka"[56].
- Polski Związek Żeglarski ogłosił rok 2017 Rokiem Mariusza Zaruskiego[57].
- 26 stycznia 2017 roku Sejm Rzeczypospolitej Polskiej podjął uchwałę w sprawie upamiętnienia generała brygady Mariusza Zaruskiego w 150. rocznicę urodzin[58].
- Z dniem 31 stycznia 2017 Poczta Polska zaplanowała wprowadzenie do obiegu znaczka pocztowego z okazji 150. rocznicy urodzin Mariusza Zaruskiego[59].